# Leon Lutyk
Leon Lutyk, ps. Bereda (ur. 23 lutego 1902 w Feliksowie (obecnie w gminie Poświętne), zm. 3 czerwca 1971 w Warszawie) – polski działacz ludowy, poseł na Sejm PRL II kadencji (1957–1961). 

## Życiorys
Ukończył Politechnikę Lwowską z tytułem inżyniera budownictwa lądowego. W 1923 roku był jednym z liderów Akademickiego Związku Młodzieży Ludowej i z jego ramienia w 1924 roku wszedł do 7-osobowego Centralnego Komitetu Akademickiego, w którym był zastępcą sekretarza generalnego Tomasza Piskorskiego (z OMN). Przeniósł się do Warszawy, gdzie czynnie pracował społecznie w wiejskim ruchu młodzieżowym, łącząc tę pracę z działalnością polityczną w stowarzyszeniach chłopskich oraz pracą w zawodzie dziennikarskim. Działał w Stronnictwie Ludowym i w „Wiciach”. Był redaktorem „Gazety Chłopskiej” i pisma „Wici”. 
W czasie wojny był zastępcą naczelnika Wydziału Bezpieczeństwa Departamentu Spraw Wewnętrznych Delegatury Rządu na Kraj, a także komendantem oddziałów specjalnych do akcji spadochronowej przy Komendzie Głównej Batalionów Chłopskich, został zweryfikowany do stopnia majora.
Po wojnie był przewodniczącym gminnej rady narodowej w Ręczajach, prezesem powiatowej organizacji Stronnictwa Ludowego w Radzyminie, przekształconej następnie na organizację Polskiego Stronnictwa Ludowego. Organizował na tym terenie Powiatowy Związek Gminnych Spółdzielni „Samopomoc Chłopska”. W 1945 roku był kierownikiem wydziału odbudowy wsi w Społecznym Przedsiębiorstwie Budowlanym.
W roku 1949 wraz z PSL przystąpił do Zjednoczonego Stronnictwa Ludowego. W 1957 roku z jego ramienia został posłem z okręgu nr 103 w Wołominie. Pracował w Komisji Budownictwa i Gospodarki Komunalnej.
Pochowany na cmentarzu Powązki Wojskowe w Warszawie (kwatera C31-1-21).

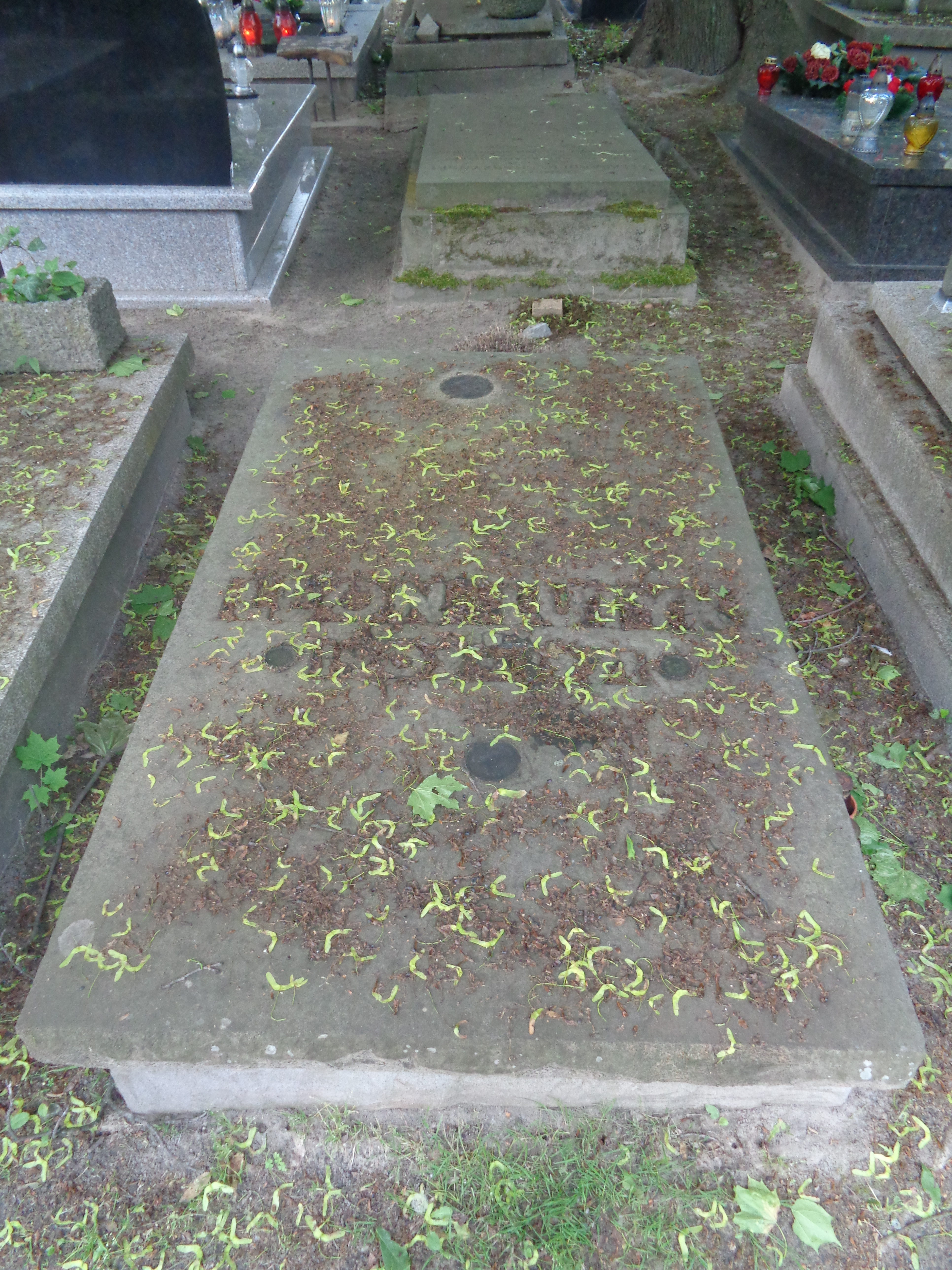
Nagrobek Leona Lutyka na Cmentarzu Wojskowym na Powązkach